# Gran Premio Montelupo 1972
Il Gran Premio Montelupo 1972, ottava edizione della corsa, si svolse il 22 luglio 1972 su un percorso di 204 km. La vittoria fu appannaggio dell'italiano Davide Boifava, che completò il percorso in 5h01'00", precedendo i connazionali Wilmo Francioni e Wladimiro Panizza.
Sul traguardo di Montelupo Fiorentino 52 ciclisti portarono a termine la competizione. 

## Ordine d'arrivo (Top 10)
| Pos. | Corridore          | Squadra     | Tempo    |
| ---- | ------------------ | ----------- | -------- |
| 1    | Davide Boifava     | Zonca       | 5h01'00" |
| 2    | Wilmo Francioni    | Ferretti    | a 5"     |
| 3    | Wladimiro Panizza  | Zonca       | s.t.     |
| 4    | Giancarlo Polidori | Scic        | s.t.     |
| 5    | Enrico Paolini     | Scic        | s.t.     |
| 6    | Roger De Vlaeminck | Dreher      | s.t.     |
| 7    | Gösta Pettersson   | Ferretti    | s.t.     |
| 8    | Claudio Michelotto | G.B.C.-Sony | s.t.     |
| 9    | Enrico Maggioni    | Dreher      | s.t.     |
| 10   | Silvano Schiavon   | G.B.C.-Sony | s.t.     |